# Constantinus L’Empereur van Oppyck

Constantinus L’Empereur van Oppyck

Constantinus L’Empereur van Oppyck auch: van Opwijck (* Juni 1591 in Bremen; † 1. Juli 1648 in Leiden) war ein niederländischer reformierter Theologe, Philologe und Orientalist.

## Leben
Constantin wurde als Sohn des aus Brabant stammenden und von dort vertriebenen Antonius Caesar geboren, den man auch Imperator nannte. Über seinen ersten Bildungsweg ist nichts bekannt. 1607 immatrikulierte er sich an der Universität Leiden um ein philosophisches Grundstudium der Literatur durchzuführen. Um theologische Studien zu absolvieren, begab er sich am 8. April 1614 zu Johannes Drusius an die Universität Franeker. Dort promovierte er am 24. März 1617 zum Doktor der Theologie und übernahm am 7. Oktober 1619 einen Lehrstuhl für Theologie und Hebräisch am Gymnasium Illustre in Harderwijk. Dabei dozierte er über Dogmatik und schrieb 1626 ein Systema theologicum.
Am 9. Februar 1627 wurde er Professor für Hebräisch und Chaldäisch an der Universität Leiden. 1628 ließ er eine Grammatica Chaldaea et Syra herausbringen, welche vermutlich Unterrichtszwecken dienen sollte. Zudem hatte er sich mit den Schriften der Rabbiner beschäftigt und ein reges Interesse für arabisch und andere orientalische Sprachen entwickelt. Sein Schüler Johann Heinrich Hottinger der Ältere verschaffte ihm die Pentateuchausgabe des Richard Kilby (1561?–1620) und eine Abschrift der Samariterchronik, wovon sein Unterricht profitierte. In seiner Eigenschaft als Leidener Hochschullehrer beteiligte er sich auch an den organisatorischen Aufgaben der Leidener Hochschule und war 1638/39 Rektor der Alma Mater.
Der Gouverneur von Brasilien Johann Moritz von Nassau-Siegen ernannte ihn 1639 zu seinem Rat, was ihn für eine Zeit lang seine schriftstellerische Tätigkeit unterbrechen ließ. 1641 trat er jedoch mit einer Rezension der von Bonaventura Cornelius Bertramus verfassten Schrift De republica Hebraeorum in Erscheinung, erhielt am 10. Dezember 1646 den Lehrstuhl für Theologie in Leiden und gab 1648 erneut seine bereits in Harderwijk erschienenen Schriften heraus. Auch trat er als Herausgeber des Lexicon Chaldaicum, Talmudicum et Rabbinicum von Johann Buxtorf dem Jüngeren in Erscheinung.
Empereur hatte am 19. Mai 1622 in Amsterdam Weintgen de Witt aus Amsterdam geheiratet.

## Werke
- Dissertatio de originis peccato. Franeker 1618.
- Disputationes theologicae Hardervicenae sive systema theologicum. Harderwijk 1626; Leiden 1648.
- Oratio inauguralis quam de linguae Hebraeae dignitate et utilitate habuit. Leiden 1627 (Digitalisat).
- Clavis Talmudica complectens formulas, loca dialectica et rhetorica priscorum Judaeorum, latine reddita […]. Leiden 1634.
- De legibus Ebraeorum forensibus liber singularis. Ex Ebraeorum pandectis versus atque commentariis illustratus […]. Leiden 1637.

Herausgeberschaften
- Talmudis Babylonici codex Middoth […]. Leiden 1630.
- Isaacus Abrabaniel, Moses Alschechus, Commentarius in Esaiaeprophetiam XXX […]. Leiden 1631.
- Moses Kimchi, ’Oöoutopux ad scientiam […]. Leiden 1631.
- Itinerarium D. Benjaminis. Leiden 1633.
- Josephus Jachiades, Paraphrasis in Danielem […]. Amsterdam 1633.
- Bonaventura Cornelius Bertramus, De republica Hebraeorum. Leiden 1641.

## Weblink
- L’Empereur van Oppyck im Professorenkatalog der Universität Leiden

| Personendaten    | Personendaten                                                     |
| ---------------- | ----------------------------------------------------------------- |
| NAME             | L’Empereur van Oppyck, Constantinus                               |
| ALTERNATIVNAMEN  | L’Empereur van Opwijck, Constantinus                              |
| KURZBESCHREIBUNG | niederländischer reformierter Theologe, Philologe und Orientalist |
| GEBURTSDATUM     | Juni 1591                                                         |
| GEBURTSORT       | Bremen                                                            |
| STERBEDATUM      | 1. Juli 1648                                                      |
| STERBEORT        | Leiden                                                            |